# Swansea (Illinois)
Swansea es una villa ubicada en el condado de St. Clair en el estado estadounidense de Illinois. En el Censo de 2010 tenía una población de 13430 habitantes y una densidad poblacional de 806,43 personas por km².

## Geografía
Swansea se encuentra ubicada en las coordenadas 38°33′5″N 89°59′16″O / 38.55139, -89.98778. Según la Oficina del Censo de los Estados Unidos, Swansea tiene una superficie total de 16.65 km², de la cual 16.2 km² corresponden a tierra firme y (2.71%) 0.45 km² es agua.

## Demografía
Según el censo de 2010, había 13430 personas residiendo en Swansea. La densidad de población era de 806,43 hab./km². De los 13430 habitantes, Swansea estaba compuesto por el 78.48% blancos, el 16.57% eran afroamericanos, el 0.17% eran amerindios, el 1.82% eran asiáticos, el 0.19% eran isleños del Pacífico, el 0.51% eran de otras razas y el 2.27% pertenecían a dos o más razas. Del total de la población el 2.3% eran hispanos o latinos de cualquier raza.